# Religionen in Polen
Religion in Polen (Volkszählung 2021)
Religionsbekenntnisse in Polen gemäß Eurobarometer von 2019

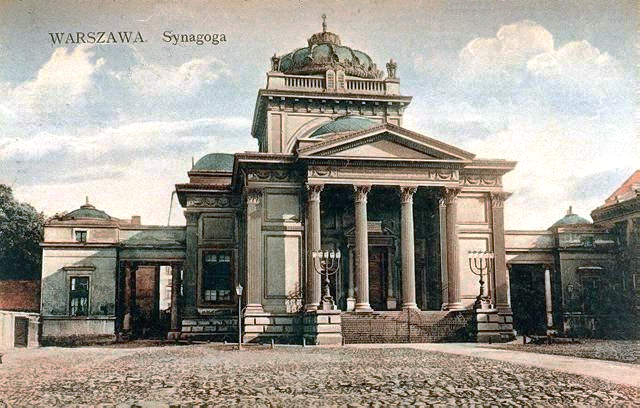
Große Synagoge in Warschau (1910er Jahre)

Die dominante Religion in Polen ist das Christentum. Die Römisch-Katholische Kirche ist mit einer Anhängerschaft von 71,4 % der Bevölkerung (Volkszählung 2021) mit Abstand die größte Konfession. Seit der Volkszählung 2011 ist die Zahl der sich als Katholiken Bekennenden um rund 6 Millionen Menschen (etwa 15 %) gefallen. Daneben gibt es in Polen orthodoxe und protestantische Kirchen sowie eine relativ kleine Minderheit von Juden und Muslimen. Etwa 7 % der Bevölkerung haben sich bei der Volkszählung 2021 als nicht-religiös bekannt, etwa 20,5 % machten keine Angabe zu ihrer Zugehörigkeit.
Bis zum Ende des Zweiten Weltkrieges konnte Polen als Vielvölkerstaat angesehen werden, der auch durch verschiedene Konfessionen und Religionen geprägt war. Die überwiegend östlich der sogenannten Curzon-Linie ansässigen Belarussen und Ukrainer gehörten meist der orthodoxen, der Ruthenisch-Katholischen Kirche bzw. der Unierten Kirche an. Etwa 10 % der Bewohner des polnischen Staatsgebietes waren jüdischen Glaubens. Die in den Großräumen Posen, Pommerellen, Łódź und Wolhynien ansässigen Deutschen waren, anders als die überwiegend katholischen deutschsprachigen Ostoberschlesier, meist evangelisch. Auch die im südöstlichen Vorkriegspolen ansässigen Armenier und Lipka-Tataren gehörten in der Regel nicht der römisch-katholischen Kirche an.
Bis zur Rekatholisierung im 17. Jahrhundert waren auch die reformatorisch-unitarischen Polnischen Brüder in Polen-Litauen verbreitet. An der Weichsel bestanden zeitweise auch mennonitische Gemeinden.
Die jetzige Situation eines ethnisch und konfessionell weitgehend homogenen Staates ist als Ergebnis von Krieg, Völkermord, Vertreibung und vor allem der Westverschiebung Polens 1945 anzusehen, in deren Rahmen das Siedlungsgebiet der meisten orthodoxen bzw. ruthenisch-katholischen Ukrainer und Belarusen der UdSSR angegliedert wurde.
Nach der katholischen Kirche ist die Polnisch-Orthodoxe Kirche mit 504.150 Mitgliedern und Sitz des Metropoliten in Warschau als nächstgrößte Glaubensgemeinschaft zu nennen.
Die unierte Griechisch-Katholische Kirche mit 55.000 Mitgliedern wurde nach einer Zeit der Repression seit 1946 im Jahr 1992 faktisch wieder anerkannt.
Die „Evangelisch-Augsburgische Kirche in Polen“, die seit dem 16. Jahrhundert als lutherische Kirche auf eine polnische Tradition zurückblickt, umfasste vor dem Zweiten Weltkrieg etwa 400.000 Mitglieder, die zu etwa 75 % deutsch- und zu etwa 25 % polnischsprachig waren. Im Zuge der Zwangsaussiedlung der deutschsprachigen Gemeindeglieder nach dem Zweiten Weltkrieg ging die Zahl der Mitglieder auf etwa 100.000 zurück. In der Nachkriegszeit stand die Evangelisch-Augsburgische Kirche aufgrund der – unzutreffenden – Gleichsetzung von Protestantismus und deutscher Nationalität vielfach in Misskredit. Heute umfasst die Evangelisch-Augsburgische Kirche in Polen 61.738 Gemeindeglieder. Evangelisch sind u. a. der ehemalige polnische Premier Jerzy Buzek und Adam Małysz.
Die bedeutenden Minderheitskirchen in Polen gehören dem Polnischen Ökumenischen Rat an:
- Polnisch-Orthodoxe Kirche (504.150 Mitglieder)[2]
- Evangelisch-Augsburgische Kirche in Polen (Lutheraner) (61.738 Mitglieder)[2]
- Altkatholische Kirche der Mariaviten (23.436 Mitglieder)[2]
- Polnisch-Katholische Kirche (20.402 Mitglieder)[2]
- Baptisten in Polen (4.864 Mitglieder)[2] – Siebenten-Tags-Baptisten, freie Baptisten (1.300 Mitglieder)
- Evangelisch-methodistische Kirche (4.352 Mitglieder)[2]
- Evangelisch-Reformierte Kirche in Polen (Calvinisten) (3.488 Mitglieder)[2]

Nichtmitglieder des Polnischen Ökumenischen Rates sind u. a.:
- Zeugen Jehovas (129.270 aktive Mitglieder)[2]
- Pfingstkirche (22.429 Mitglieder)[2]
- Church of God in Christ (4.140 Mitglieder)[2]
- Katholische Kirche der Mariaviten (1.980 Mitglieder)[2]

Die Zahl der Juden, 1939 3,3 Millionen, beträgt heute lediglich 5.000.

Die Zahl der Muslime beträgt etwa 25.000 – 31.000 Gläubige, davon rund 5.000 polnische Tataren (siehe Islam in Polen, Litauen und Belarus).
Die katholische Kirche besitzt in Polen heute noch einen großen Einfluss im Alltag und auf die Politik, der auf die Geschichte Polens zurückzuführen ist. Die römisch-katholische Kirche war in der Zeit der kommunistischen Herrschaft eine Gegenmacht. Sie behielt ihre Autonomie gegenüber dem Staat und wurde 1978 durch die Wahl von Kardinal Karol Wojtyła zum Papst Johannes Paul II. in ihrer Stellung weiter gestärkt.